# 2022年のATPツアー
2022年のATPツアーは、2022年1月から11月まで行われるATPツアーのシーズンである。

## 日程
| グランドスラム            |
| ATPファイナルズ           |
| ATPツアー・マスターズ1000 |
| ATPカップ                 |
| ATPツアー500              |
| ATPツアー250              |
| Next Gen ATPファイナルズ  |
| チームイベント            |

### 1月
| 週              | 大会                                                                                | 優勝                                          | 準優勝                                                      | スコア                       |
| --------------- | ----------------------------------------------------------------------------------- | --------------------------------------------- | ----------------------------------------------------------- | ---------------------------- |
| 1月3日          | ATPカップ シドニー $10,000,000 - ハード - 16チーム（RR）                            | カナダ                                        | スペイン                                                    | 2–0                          |
| 1月3日          | アデレード国際1 アデレード $416,800 - ハード - 28S/16Q/24D                          | ガエル・モンフィス                            | カレン・ハチャノフ                                          | 6–4, 6–4                     |
| 1月3日          | アデレード国際1 アデレード $416,800 - ハード - 28S/16Q/24D                          | ロハン・ボパンナ ランクマール・ラマナサン     | イワン・ドディグ マルセロ・メロ                             | 7–6(8–6), 6–1                |
| 1月3日          | メルボルン・サマー・セット メルボルン $521,000 - ハード - 28S/16Q/24D               | ラファエル・ナダル                            | マキシム・クレッシー                                        | 7–6(8–6), 6–3                |
| 1月3日          | メルボルン・サマー・セット メルボルン $521,000 - ハード - 28S/16Q/24D               | ウェスリー・クールホフ ニール・スクプスキ     | アレクサンドル・ネドベソフ アイサム＝ウル＝ハク・クレシ     | 6–4, 6–4                     |
| 1月10日         | シドニー・テニス・クラシック シドニー $521,000 - ハード - 28S/16Q/24D               | アスラン・カラツェフ                          | アンディ・マリー                                            | 6–3, 6–3                     |
| 1月10日         | シドニー・テニス・クラシック シドニー $521,000 - ハード - 28S/16Q/24D               | ジョン・ピアース フィリプ・ポラセック         | シモーネ・ボレッリ ファビオ・フォニーニ                     | 7–5, 7–5                     |
| 1月10日         | アデレード国際2 アデレード $430,530 - ハード - 28S/16Q/24D                          | タナシ・コッキナキス                          | アーサー・リンダークネッシュ                                | 6–7(6–8), 7–6(7–5), 6–3      |
| 1月10日         | アデレード国際2 アデレード $430,530 - ハード - 28S/16Q/24D                          | ウェスリー・クールホフ ニール・スクプスキ     | アリエル・ベアル ゴンサロ・エスコバル                       | 7–6(7–5), 6–4                |
| 1月17日 1月24日 | 全豪オープン メルボルン A$33,784,200 - ハード - 128S/128Q/64D/32X                   | ラファエル・ナダル                            | ダニール・メドベージェフ                                    | 2–6, 6–7(5–7), 6–4, 6–4, 7–5 |
| 1月17日 1月24日 | 全豪オープン メルボルン A$33,784,200 - ハード - 128S/128Q/64D/32X                   | タナシ・コッキナキス ニック・キリオス         | マシュー・エブデン マックス・パーセル                       | 7–5, 6–4                     |
| 1月17日 1月24日 | 全豪オープン メルボルン A$33,784,200 - ハード - 128S/128Q/64D/32X                   | クリスティナ・ムラデノビッチ イワン・ドディグ | ジェイミー・フルリス ジェイソン・クブラー                   | 6–3, 6–4                     |
| 1月31日         | コルドバ・オープン コルドバ $430,530 - クレー - 28S/16Q/16D                         | アルベルト・ラモス＝ビノラス                  | アレハンドロ・タビロ                                        | 4–6, 6–3, 6–4                |
| 1月31日         | コルドバ・オープン コルドバ $430,530 - クレー - 28S/16Q/16D                         | サンティアゴ・ゴンサレス アンドレス・モルテニ | アンドレイ・マルティン トリスタン＝サミュエル・バイスボーン | 7–5, 6–3                     |
| 1月31日         | タタ・オープン・マハラシュトラ プネー $430,530 - ハード - 28S/16Q/16D               | ジョアン・ソウザ                              | エーミル・ルースヴオリ                                      | 7–6(11–9), 4–6, 6–1          |
| 1月31日         | タタ・オープン・マハラシュトラ プネー $430,530 - ハード - 28S/16Q/16D               | ロハン・ボパンナ ランクマール・ラマナサン     | ルーク・サビル ジョン＝パトリック・スミス                   | 6–7(10–12), 6–3, [10–6]      |
| 1月31日         | 南フランス・オープン - モンペリエ モンペリエ €427,645 - ハード (室内) - 28S/16Q/16D | アレクサンダー・ブブリク                      | アレクサンダー・ズベレフ                                    | 6–4, 6–3                     |
| 1月31日         | 南フランス・オープン - モンペリエ モンペリエ €427,645 - ハード (室内) - 28S/16Q/16D | ピエール＝ユーグ・エルベール ニコラ・マユ     | ロイド・グラスプール ハリ・ヘリオバーラ                     | 4–6, 7–6(7–3), [12–10]       |

### 2月
| 週      | 大会                                                                                       | 優勝                                                        | 準優勝                                                      | スコア                                                      |
| ------- | ------------------------------------------------------------------------------------------ | ----------------------------------------------------------- | ----------------------------------------------------------- | ----------------------------------------------------------- |
| 2月7日  | ABNアムロ世界テニス・トーナメント ロッテルダム €1,208,315 - ハード (室内) - 32S/16Q/16D/4Q | フェリックス・オジェ＝アリアシム                            | ステファノス・チチパス                                      | 6–4, 6–2                                                    |
| 2月7日  | ABNアムロ世界テニス・トーナメント ロッテルダム €1,208,315 - ハード (室内) - 32S/16Q/16D/4Q | ロビン・ハーセ マトウェ・ミドルコープ                       | ロイド・ハリス ティム・プッツ                               | 4–6, 7–6(7–5), [10–5]                                       |
| 2月7日  | ダラス・オープン ダラス $708,530 - ハード (室内) - 28S/16Q/16D                             | ライリー・オペルカ                                          | ジェンソン・ブルックスビー                                  | 7–6(7–5), 7–6(7–3)                                          |
| 2月7日  | ダラス・オープン ダラス $708,530 - ハード (室内) - 28S/16Q/16D                             | マルセロ・アレバロ ジャン＝ジュリアン・ロジェ               | ロイド・グラスプール ハリ・ヘリオバーラ                     | 7–6(7–4), 6–4                                               |
| 2月7日  | アルゼンチン・オープン ブエノスアイレス $602,250 - クレー - 28S/16Q/16D                    | キャスパー・ルード                                          | ディエゴ・シュワルツマン                                    | 5–7, 6–2, 6–3                                               |
| 2月7日  | アルゼンチン・オープン ブエノスアイレス $602,250 - クレー - 28S/16Q/16D                    | サンティアゴ・ゴンサレス アンドレス・モルテニ               | ファビオ・フォニーニ オラシオ・セバジョス                   | 6–1, 6–1                                                    |
| 2月14日 | リオ・オープン リオデジャネイロ $1,660,290 - クレー - 28S/16Q/16D/4Q                       | カルロス・アルカラス                                        | ディエゴ・シュワルツマン                                    | 6–4, 6–2                                                    |
| 2月14日 | リオ・オープン リオデジャネイロ $1,660,290 - クレー - 28S/16Q/16D/4Q                       | シモーネ・ボレッリ ファビオ・フォニーニ                     | ジェイミー・マリー ブルーノ・ソアレス                       | 7–5, 6–7(2–7), [10–6]                                       |
| 2月14日 | カタール・エクソンモービル・オープン ドーハ $1,071,030 - ハード - 28S/16Q/16D              | ロベルト・バウティスタ・アグート                            | ニコロズ・バシラシビリ                                      | 6–3, 6–4                                                    |
| 2月14日 | カタール・エクソンモービル・オープン ドーハ $1,071,030 - ハード - 28S/16Q/16D              | ウェスリー・クールホフ ニール・スクプスキ                   | ロハン・ボパンナ デニス・シャポバロフ                       | 7–6(7–4), 6–1                                               |
| 2月14日 | デルレイビーチ・オープン デルレイビーチ $593,895 - ハード - 28S/16Q/16D                    | キャメロン・ノリー                                          | ライリー・オペルカ                                          | 7–6(7–1), 7–6(7–4)                                          |
| 2月14日 | デルレイビーチ・オープン デルレイビーチ $593,895 - ハード - 28S/16Q/16D                    | マルセロ・アレバロ ジャン＝ジュリアン・ロジェ               | アレクサンドル・ネドベソフ アイサム＝ウル＝ハク・クレシ     | 6–2, 6–7(5–7), [10–4]                                       |
| 2月14日 | オープン13プロヴァンス マルセイユ €545,200 - ハード (室内) - 28S/16Q/16D                   | アンドレイ・ルブレフ                                        | フェリックス・オジェ＝アリアシム                            | 7–5, 7–6(7–4)                                               |
| 2月14日 | オープン13プロヴァンス マルセイユ €545,200 - ハード (室内) - 28S/16Q/16D                   | デニス・モルチャノフ アンドレイ・ルブレフ                   | レイベン・クラーセン マクラクラン勉                         | 4–6, 7–5, [10–7]                                            |
| 2月21日 | ドバイ・デューティ・フリー・テニス選手権 ドバイ $2,794,840 - ハード - 32S/16Q/16D/4Q       | アンドレイ・ルブレフ                                        | イジー・ベセリー                                            | 6–3, 6–4                                                    |
| 2月21日 | ドバイ・デューティ・フリー・テニス選手権 ドバイ $2,794,840 - ハード - 32S/16Q/16D/4Q       | ティム・プッツ マイケル・ヴィーナス                         | ニコラ・メクティッチ マテ・パビッチ                         | 6–3, 6–7(5–7), [16–14]                                      |
| 2月21日 | アビエルト・メキシカーノ・テルセル アカプルコ $1,678,065 - ハード - 32S/16Q/16D/4Q         | ラファエル・ナダル                                          | キャメロン・ノリー                                          | 6–4, 6–4                                                    |
| 2月21日 | アビエルト・メキシカーノ・テルセル アカプルコ $1,678,065 - ハード - 32S/16Q/16D/4Q         | フェリシアーノ・ロペス ステファノス・チチパス               | マルセロ・アレバロ ジャン＝ジュリアン・ロジェ               | 7–5, 6–4                                                    |
| 2月21日 | チリ・オープン サンティアゴ $475,960 - クレー - 28S/16Q/16D                                | ペドロ・マルティネス                                        | セバスティアン・バエス                                      | 4–6, 6–4, 6–4                                               |
| 2月21日 | チリ・オープン サンティアゴ $475,960 - クレー - 28S/16Q/16D                                | ラファエル・マトス フェリペ・メリジェニ・アウベス           | アンドレ・ゴランソン ナサニエル・ラモンズ                   | 7–6(10–8), 7–6(7–3)                                         |
| 2月28日 | デビスカップ 予選 / WGIプレーオフ / WGIIプレーオフ                                         | 詳細は「予選」、「WGIプレーオフ」、「WGIIプレーオフ」を参照 | 詳細は「予選」、「WGIプレーオフ」、「WGIIプレーオフ」を参照 | 詳細は「予選」、「WGIプレーオフ」、「WGIIプレーオフ」を参照 |

### 3月
| 週              | 大会                                                                       | 優勝                                  | 準優勝                                                  | スコア        |
| --------------- | -------------------------------------------------------------------------- | ------------------------------------- | ------------------------------------------------------- | ------------- |
| 3月7日 3月14日  | BNPパリバ・オープン インディアンウェルズ $8,584,055 - ハード - 96S/48Q/32D | テイラー・フリッツ                    | ラファエル・ナダル                                      | 6–3, 7–6(7–5) |
| 3月7日 3月14日  | BNPパリバ・オープン インディアンウェルズ $8,584,055 - ハード - 96S/48Q/32D | ジョン・イズナー ジャック・ソック     | サンティアゴ・ゴンサレス エドゥアール・ロジェ＝バセラン | 7–6(7–4), 6–3 |
| 3月21日 3月28日 | マイアミ・オープン マイアミガーデンズ $8,584,055 - ハード - 96S/48Q/32D    | カルロス・アルカラス                  | キャスパー・ルード                                      | 7–5, 6–4      |
| 3月21日 3月28日 | マイアミ・オープン マイアミガーデンズ $8,584,055 - ハード - 96S/48Q/32D    | フベルト・フルカチュ ジョン・イズナー | ウェスリー・クールホフ ニール・スクプスキ               | 7–6(7–5), 6–4 |

### 4月
| 週      | 大会                                                                                   | 優勝                                          | 準優勝                                          | スコア                     |
| ------- | -------------------------------------------------------------------------------------- | --------------------------------------------- | ----------------------------------------------- | -------------------------- |
| 4月4日  | US男子クレー・コート選手権 ヒューストン $594,950 - クレー - 28S/16Q/16D                | ライリー・オペルカ                            | ジョン・イズナー                                | 6–3, 7–6(9–7)              |
| 4月4日  | US男子クレー・コート選手権 ヒューストン $594,950 - クレー - 28S/16Q/16D                | マシュー・エブデン マックス・パーセル         | イワン・サバノフ マテイ・サバノフ               | 6–3, 6–3                   |
| 4月4日  | ハサン2世グランプリ マラケシュ €534,555 - クレー - 28S/16Q/16D                         | ダビド・ゴファン                              | アレックス・モルチャン                          | 3–6, 6–3, 6–3              |
| 4月4日  | ハサン2世グランプリ マラケシュ €534,555 - クレー - 28S/16Q/16D                         | ラファエル・マトス ダビド・ベガ・へルナンデス | アンドレア・ババソリ ヤン・ジェリンスキ         | 6–1, 7–5                   |
| 4月11日 | ロレックス・モンテカルロ・マスターズ モンテカルロ €5,415,410 - クレー - 56S/28Q/28D    | ステファノス・チチパス                        | アレハンドロ・ダビドビッチ・フォキナ            | 6–3, 7–6(7–3)              |
| 4月11日 | ロレックス・モンテカルロ・マスターズ モンテカルロ €5,415,410 - クレー - 56S/28Q/28D    | ラジーブ・ラム ジョー・ソールズベリー         | フアン・セバスティアン・カバル ロベルト・ファラ | 6–4, 3–6, [10–7]           |
| 4月18日 | バルセロナ・オープン・バンコ・サバデル バルセロナ €2,661,825 - クレー - 48S/24Q/16D/4Q | カルロス・アルカラス                          | パブロ・カレーニョ・ブスタ                      | 6–3, 6–2                   |
| 4月18日 | バルセロナ・オープン・バンコ・サバデル バルセロナ €2,661,825 - クレー - 48S/24Q/16D/4Q | ケビン・クラビーツ アンドレアス・ミース       | ウェスリー・クールホフ ニール・スクプスキ       | 6–7(3–7), 7–6(7–5), [10–6] |
| 4月18日 | セルビア・オープン ベオグラード €534,555 - クレー - 28S/16Q/16D                        | アンドレイ・ルブレフ                          | ノバク・ジョコビッチ                            | 6–2, 6–7(4–7), 6–0         |
| 4月18日 | セルビア・オープン ベオグラード €534,555 - クレー - 28S/16Q/16D                        | アリエル・ビハル ゴンザロ・エスコバル         | ニコラ・メクティッチ マテ・パビッチ             | 6–2, 3–6, [10–7]           |
| 4月25日 | BMWオープン ミュンヘン €534,555 - クレー - 28S/16Q/16D                                 | ホルガ・ルーネ                                | ボーティック・ファン・デ・ザンスフルプ          | 3–4 (途中棄権)             |
| 4月25日 | BMWオープン ミュンヘン €534,555 - クレー - 28S/16Q/16D                                 | ケビン・クラビーツ アンドレアス・ミース       | ラファエル・マトス ダビド・ベガ・エルナンデス   | 4–6, 6–4, [10–7]           |
| 4月25日 | ミレニアム・エストリル・オープン エストリル €534,555 - クレー - 28S/16Q/16D            | セバスティアン・バエス                        | フランシス・ティアフォー                        | 6–3, 6–2                   |
| 4月25日 | ミレニアム・エストリル・オープン エストリル €534,555 - クレー - 28S/16Q/16D            | ヌーノ・ボルヘス フランシスコ・カブラル       | マキシモ・ゴンサレス アンドレ・ゴランソン       | 6–2, 6–3                   |

### 5月
| 週              | 大会                                                                        | 優勝                                          | 準優勝                                          | スコア                  |
| --------------- | --------------------------------------------------------------------------- | --------------------------------------------- | ----------------------------------------------- | ----------------------- |
| 5月2日          | ムチュア・マドリード・オープン マドリード €6,744,165 - クレー - 56S/28Q/28D | カルロス・アルカラス                          | アレクサンダー・ズベレフ                        | 6–3, 6–1                |
| 5月2日          | ムチュア・マドリード・オープン マドリード €6,744,165 - クレー - 56S/28Q/28D | ウェスリー・クールホフ ニール・スクプスキ     | フアン・セバスティアン・カバル ロベルト・ファラ | 6–7(4–7), 6–4, [10–5]   |
| 5月9日          | BNLイタリア国際 ローマ €4,332,325 - クレー - 56S/28Q/28D                    | ノバク・ジョコビッチ                          | ステファノス・チチパス                          | 6–0, 7–6(7–5)           |
| 5月9日          | BNLイタリア国際 ローマ €4,332,325 - クレー - 56S/28Q/28D                    | ニコラ・メクティッチ マテ・パビッチ           | ジョン・イズナー ディエゴ・シュワルツマン       | 6–2, 6–7(6–8), [12–10]  |
| 5月16日         | ジュネーヴ・オープン ジュネーヴ €534,555 - クレー - 28S/16Q/16D             | キャスパー・ルード                            | ジョアン・ソウザ                                | 7–6(7–3), 4–6, 7–6(7–1) |
| 5月16日         | ジュネーヴ・オープン ジュネーヴ €534,555 - クレー - 28S/16Q/16D             | ニコラ・メクティッチ マテ・パビッチ           | パブロ・アンドゥハル マトヴェ・ミデルクープ     | 2–6, 6–2, [10–3]        |
| 5月16日         | リヨン・オープン リヨン €534,555 - クレー - 28S/16Q/16D                     | キャメロン・ノリー                            | アレックス・モルチャン                          | 6–3, 6–7(3–7), 6–1      |
| 5月16日         | リヨン・オープン リヨン €534,555 - クレー - 28S/16Q/16D                     | イワン・ドディグ オースティン・クライチェク   | マキシモ・ゴンサレス マルセロ・メロ             | 6–3, 6–4                |
| 5月23日 5月30日 | 全仏オープン パリ €21,256,800 - クレー - 128S/128Q/64D/32X                  | ラファエル・ナダル                            | キャスパー・ルード                              | 6–3, 6–3, 6–0           |
| 5月23日 5月30日 | 全仏オープン パリ €21,256,800 - クレー - 128S/128Q/64D/32X                  | マルセロ・アレバロ ジャン＝ジュリアン・ロジェ | イワン・ドディグ オースティン・クライチェク     | 6–7(4–7), 7–6(7–5), 6–3 |
| 5月23日 5月30日 | 全仏オープン パリ €21,256,800 - クレー - 128S/128Q/64D/32X                  | 柴原瑛菜 ウェスリー・クールホフ               | ウルリッケ・アイケリ ヨラン・フリーゲン         | 7–6(7–5), 6–2           |

### 6月
| 週             | 大会                                                               | 優勝                                          | 準優勝                                    | スコア                                  |
| -------------- | ------------------------------------------------------------------ | --------------------------------------------- | ----------------------------------------- | --------------------------------------- |
| 6月6日         | ボス・オープン シュトゥットガルト €692,235 - 芝 - 28S/16Q/16D      | マッテオ・ベレッティーニ                      | アンディ・マリー                          | 6–4, 5–7, 6–3                           |
| 6月6日         | ボス・オープン シュトゥットガルト €692,235 - 芝 - 28S/16Q/16D      | ホベルト・ホルカシュ マテ・パビッチ           | ティム・プッツ マイケル・ビーナス         | 7–6(7–3), 7–6(7–5)                      |
| 6月6日         | リベマ・オープン スヘルトーヘンボス €648,130 - 芝 - 28S/16Q/16D    | ティム・ファン・ライトホフェン                | ダニール・メドベージェフ                  | 6–4, 6–1                                |
| 6月6日         | リベマ・オープン スヘルトーヘンボス €648,130 - 芝 - 28S/16Q/16D    | ウェスリー・クールホフ ニール・スクプスキ     | マシュー・エブデン マックス・パーセル     | 4–6, 7–5, [10–6]                        |
| 6月13日        | シンチ選手権 ロンドン €2,134,520 - 芝 - 32S/16Q/16D/4Q             | マッテオ・ベレッティーニ                      | フィリプ・クライノビッチ                  | 7–5, 6–4                                |
| 6月13日        | シンチ選手権 ロンドン €2,134,520 - 芝 - 32S/16Q/16D/4Q             | ニコラ・メクティッチ マテ・パビッチ           | ロイド・グラスプール ハリ・ヘリオヴァーラ | 3–6, 7–6(7–3), [10–6]                   |
| 6月13日        | テラ・ヴォートマン・オープン ハレ €2,134,520 - 芝 - 32S/16Q/16D/4Q | ホベルト・ホルカシュ                          | ダニール・メドベージェフ                  | 6–1, 6–4                                |
| 6月13日        | テラ・ヴォートマン・オープン ハレ €2,134,520 - 芝 - 32S/16Q/16D/4Q | マルセル・グラノリェルス オラシオ・セバジョス | ティム・プッツ マイケル・ビーナス         | 6–4, 6–7(5–7), [14–12]                  |
| 6月20日        | マヨルカ選手権 マヨルカ €886,500 - 芝 - 28S/16Q/16D                | ステファノス・チチパス                        | ロベルト・バウティスタ・アグート          | 6–4, 3–6, 7–6(7–2)                      |
| 6月20日        | マヨルカ選手権 マヨルカ €886,500 - 芝 - 28S/16Q/16D                | ラファエル・マトス ダビド・ベガ・エルナンデス | アリエル・ビハル ゴンザロ・エスコバル     | 7–6(7–5), 6–7(6–8), [10–1]              |
| 6月20日        | ロスシー国際 イーストボーン €697,405 - 芝 - 28S/16Q/16D            | テイラー・フリッツ                            | マクシム・クレシー                        | 6–2, 6–7(4–7), 7–6(7–4)                 |
| 6月20日        | ロスシー国際 イーストボーン €697,405 - 芝 - 28S/16Q/16D            | ニコラ・メクティッチ マテ・パビッチ           | マトヴェ・ミデルクープ ルーク・サビル     | 6–4, 6–2                                |
| 6月27日 7月4日 | ウィンブルドン選手権 ロンドン £18,652,000 - 芝 - 128S/128Q/64D/32X | ノバク・ジョコビッチ                          | ニック・キリオス                          | 4–6, 6–3, 6–4, 7–6(7–3)                 |
| 6月27日 7月4日 | ウィンブルドン選手権 ロンドン £18,652,000 - 芝 - 128S/128Q/64D/32X | マシュー・エブデン マックス・パーセル         | ニコラ・メクティッチ マテ・パビッチ       | 7–6(7–5), 6–7(3–7), 4–6, 6–4, 7–6(10–2) |
| 6月27日 7月4日 | ウィンブルドン選手権 ロンドン £18,652,000 - 芝 - 128S/128Q/64D/32X | デシラエ・クラウチェク ニール・スクピスキ     | サマンサ・ストーサー マシュー・エブデン   | 6–4, 6–3                                |

### 7月
| 週      | 大会                                                                            | 優勝                                            | 準優勝                                    | スコア                |
| ------- | ------------------------------------------------------------------------------- | ----------------------------------------------- | ----------------------------------------- | --------------------- |
| 7月11日 | テニス殿堂オープン ニューポート $665,330 - 芝 - 28S/32Q/16D                     | マクシム・クレシー                              | アレクサンダー・ブブリク                  | 2–6, 6–3, 7–6(7–3)    |
| 7月11日 | テニス殿堂オープン ニューポート $665,330 - 芝 - 28S/32Q/16D                     | ウィリアム・ブランバーグ スティーブ・ジョンソン | レイベン・クラーセン マルセロ・メロ       | 6–4, 7–5              |
| 7月11日 | スウェーデン・オープン ボースタード €597,900 - クレー - 28S/32Q/16D             | フランシスコ・セルンドロ                        | セバスティアン・バエス                    | 7–6(7–4), 6–2         |
| 7月11日 | スウェーデン・オープン ボースタード €597,900 - クレー - 28S/32Q/16D             | ラファエル・マトス ダビド・ベガ・エルナンデス   | シモーネ・ボレッリ ファビオ・フォニーニ   | 6–4, 3–6, [13–11]     |
| 7月18日 | ドイツ国際オープン ハンブルク €1,911,620 - クレー - 32S/16Q/16D                 | ロレンツォ・ムゼッティ                          | カルロス・アルカラス                      | 6–4, 6–7(6–8), 6–4    |
| 7月18日 | ドイツ国際オープン ハンブルク €1,911,620 - クレー - 32S/16Q/16D                 | ロイド・グラスプール ハリ・ヘリオヴァーラ       | ロハン・ボパンナ マトヴェ・ミデルクープ   | 6–2, 6–4              |
| 7月18日 | スイス・オープン・グシュタード グシュタード €597,900 - クレー - 28S/16Q/16D     | キャスパー・ルード                              | マッテオ・ベレッティーニ                  | 4–6, 7–6(7–4), 6–2    |
| 7月18日 | スイス・オープン・グシュタード グシュタード €597,900 - クレー - 28S/16Q/16D     | トミスラフ・ブルキッチ フランシスコ・カブラル   | ロビン・ハーセ フィリップ・オズワルド     | 6–4, 6–4              |
| 7月25日 | トゥルーイスト・アトランタ・オープン アトランタ $792,980 - ハード - 28S/32Q/16D | アレックス・デミノー                            | ジェンソン・ブルックスビー                | 6–3, 6–3              |
| 7月25日 | トゥルーイスト・アトランタ・オープン アトランタ $792,980 - ハード - 28S/32Q/16D | タナシ・コキナキス ニック・キリオス             | ジェイソン・クブラー ジョン・ピアース     | 7–6(7–4), 7–5         |
| 7月25日 | オーストリア・オープン キッツビュール €597,900 - クレー - 28S/32Q/16D           | ロベルト・バウティスタ・アグート                | フィリップ・ミソリッチ                    | 6–2, 6–2              |
| 7月25日 | オーストリア・オープン キッツビュール €597,900 - クレー - 28S/32Q/16D           | ペドロ・マルティネス ロレンツォ・ソネゴ         | ティム・プッツ マイケル・ビーナス         | 5–7, 6–4, [10–8]      |
| 7月25日 | クロアチア・オープン ウマグ €597,900 - クレー - 28S/32Q/16D                     | ヤニック・シナー                                | カルロス・アルカラス                      | 6–7(5–7), 6–1, 6–1    |
| 7月25日 | クロアチア・オープン ウマグ €597,900 - クレー - 28S/32Q/16D                     | シモーネ・ボレッリ ファビオ・フォニーニ         | ロイド・グラスプール ハリ・ヘリオヴァーラ | 5–7, 7–6(8–6), [10–7] |

### 8月
| 週             | 大会                                                                                    | 優勝                                              | 準優勝                                                  | スコア                  |
| -------------- | --------------------------------------------------------------------------------------- | ------------------------------------------------- | ------------------------------------------------------- | ----------------------- |
| 8月1日         | シティ・オープン ワシントンD.C. $2,108,110 - ハード - 48S/16Q/16D                       | ニック・キリオス                                  | 西岡良仁                                                | 6–4, 6–3                |
| 8月1日         | シティ・オープン ワシントンD.C. $2,108,110 - ハード - 48S/16Q/16D                       | ニック・キリオス ジャック・ソック                 | イワン・ドディグ オースティン・クライチェク             | 7–5, 6–4                |
| 8月1日         | アビエルト・メキシコ・ロス・カボス ロス・カボス $920,625 - ハード - 28S/32Q/16D         | ダニール・メドベージェフ                          | キャメロン・ノリー                                      | 7–5, 6–0                |
| 8月1日         | アビエルト・メキシコ・ロス・カボス ロス・カボス $920,625 - ハード - 28S/32Q/16D         | ウィリアム・ブランバーグ ミオミル・キツマノビッチ | レイベン・クラーセン マルセロ・メロ                     | 6–0, 6–1                |
| 8月8日         | ナショナル・バンク・オープン トロント $6,573,785 - ハード - 56S/28Q/28D                 | パブロ・カレーニョ・ブスタ                        | ホベルト・ホルカシュ                                    | 3–6, 6–3, 6–3           |
| 8月8日         | ナショナル・バンク・オープン トロント $6,573,785 - ハード - 56S/28Q/28D                 | ウェスリー・クールホフ ニール・スクピスキ         | ダニエル・エバンス ジョン・ピアース                     | 6–2, 4–6, [10–6]        |
| 8月15日        | ウエスタン・アンド・サザン・オープン シンシナティ $6,971,275 - ハード - 56S/28Q/28D     | ボルナ・チョリッチ                                | ステファノス・チチパス                                  | 7–6(7–0), 6–2           |
| 8月15日        | ウエスタン・アンド・サザン・オープン シンシナティ $6,971,275 - ハード - 56S/28Q/28D     | ラジーブ・ラム ジョー・ソールズベリー             | ティム・プッツ マイケル・ビーナス                       | 7–6(7–4), 7–6(7–5)      |
| 8月22日        | ウィンストン・セーラム・オープン ウィンストン・セーラム $823,420 - ハード - 48S/16Q/16D | アドリアン・マナリノ                              | ラスロ・ジェレ                                          | 7–6(7–1), 6–4           |
| 8月22日        | ウィンストン・セーラム・オープン ウィンストン・セーラム $823,420 - ハード - 48S/16Q/16D | マシュー・エブデン ジェイミー・マリー             | ユーゴ・ニス ヤン・ジェリンスキ                         | 6–4, 6–2                |
| 8月29日 9月5日 | 全米オープン ニューヨーク $27,915,200 ハード 128S/128Q/64D/32X                          | カルロス・アルカラス                              | キャスパー・ルード                                      | 6–4, 2–6, 7–6(7–1), 6–3 |
| 8月29日 9月5日 | 全米オープン ニューヨーク $27,915,200 ハード 128S/128Q/64D/32X                          | ラジーブ・ラム ジョー・ソールズベリー             | ウェスリー・クールホフ ニール・スクプスキ               | 7–6(7–4), 7–5           |
| 8月29日 9月5日 | 全米オープン ニューヨーク $27,915,200 ハード 128S/128Q/64D/32X                          | ストーム・ハンター ジョン・ピアース               | キルステン・フリプケンス エドゥアール・ロジェ＝バセラン | 4–6, 6–4, [10–7]        |

### 9月
| 週      | 大会                                                                                                 | 優勝                                                      | 準優勝                                                                  | スコア           |
| ------- | --- | --------------------------------------------------------- | ----------------------------------------------------------------------- | ---------------- |
| 9月12日 | デビスカップ・グループステージ ボローニャ グラスゴー ハンブルク バレンシア - ハード(室内) - 16チーム | グループ1位通過 · イタリア · スペイン · ドイツ · オランダ | グループ2位通過 · クロアチア · カナダ · オーストラリア · アメリカ合衆国 |                  |
| 9月19日 | レーバーカップ ロンドン ハード (室内) - 2チーム                                                      | チーム・ワールド                                          | チーム・ヨーロッパ                                                      | 13–8             |
| 9月19日 | モゼール・オープン メス €597,900 - ハード (室内) - 28S/16Q/16D                                       | ロレンツォ・ソネゴ                                        | アレクサンダー・ブブリク                                                | 7–6(7–3), 6–2    |
| 9月19日 | モゼール・オープン メス €597,900 - ハード (室内) - 28S/16Q/16D                                       | ユーゴ・ニス ヤン・ジェリンスキ                           | ロイド・グラスプール ハリ・ヘリオヴァーラ                               | 7–6(7–5), 6–4    |
| 9月19日 | サンディエゴ・オープン サンディエゴ $661,800 - ハード - 28S/16Q/16D                                  | ブランドン・ナカシマ                                      | マルコス・ギロン                                                        | 6–4, 6–4         |
| 9月19日 | サンディエゴ・オープン サンディエゴ $661,800 - ハード - 28S/16Q/16D                                  | ナサニエル・ラモンズ ジャクソン・ウィズロー               | ジェイソン・クブラー ルーク・サビル                                     | 7–6(7–5), 6–2    |
| 9月26日 | テルアビブ・オープン テルアビブ $1,019,855 - ハード (室内) - 28S/16Q/16D                             | ノバク・ジョコビッチ                                      | マリン・チリッチ                                                        | 6–3, 6–4         |
| 9月26日 | テルアビブ・オープン テルアビブ $1,019,855 - ハード (室内) - 28S/16Q/16D                             | ロハン・ボパンナ マトヴェ・ミデルクープ                   | サンティアゴ・ゴンサレス アンドレス・モルテーニ                         | 6–2, 6–4         |
| 9月26日 | ソフィア・オープン ソフィア €597,900 - ハード (室内) - 28S/16Q/16D                                   | マルク＝アンドレア・ヒュースラー                          | ホルガ・ルーネ                                                          | 6-4, 7-6(10-8)   |
| 9月26日 | ソフィア・オープン ソフィア €597,900 - ハード (室内) - 28S/16Q/16D                                   | ラファエル・マトス ダビド・ベガ・エルナンデス             | ファビアン・ファラート オスカー・オッテ                                 | 3–6, 7–5, [10–8] |
| 9月26日 | 韓国オープン ソウル $1,237,570 - ハード - 28S/16Q/16D                                                | 西岡良仁                                                  | デニス・シャポバロフ                                                    | 6–4, 7–6(7–5)    |
| 9月26日 | 韓国オープン ソウル $1,237,570 - ハード - 28S/16Q/16D                                                | レイベン・クラーセン ナサニエル・ラモンズ                 | ニコラス・バリエントス ミゲル・アンヘル・レジェス=バレラ                | 6–1, 7–5         |

### 10月
| 週       | 大会                                                                           | 優勝                                                            | 準優勝                                          | スコア                     |
| -------- | ------------------------------------------------------------------------------ | --------------------------------------------------------------- | ----------------------------------------------- | -------------------------- |
| 10月3日  | アスタナ・オープン アスタナ $2,054,825 - ハード (室内) - 32S/16Q/16D           | ノバク・ジョコビッチ                                            | ステファノス・チチパス                          | 6–3, 6–4                   |
| 10月3日  | アスタナ・オープン アスタナ $2,054,825 - ハード (室内) - 32S/16Q/16D           | ニコラ・メクティッチ マテ・パビッチ                             | アドリアン・マナリノ ファブリス・マルタン       | 6–4, 6–2                   |
| 10月3日  | 楽天ジャパン・オープン 東京 $2,108,110 - ハード - 32S/16Q/16D                  | テイラー・フリッツ                                              | フランシス・ティアフォー                        | 7–6(7–3), 7–6(7–2)         |
| 10月3日  | 楽天ジャパン・オープン 東京 $2,108,110 - ハード - 32S/16Q/16D                  | マッケンジー・マクドナルド マルセロ・メロ                       | ラファエル・マトス ダビド・ベガ・エルナンデス   | 6–4, 3–6, [10–4]           |
| 10月10日 | フィレンツェ・オープン フィレンツェ €725,540 - ハード (室内) - 28S/16Q/16D     | フェリックス・オジェ＝アリアシム                                | ジェフリー ジョン・ウルフ                       | 6–4, 6–4                   |
| 10月10日 | フィレンツェ・オープン フィレンツェ €725,540 - ハード (室内) - 28S/16Q/16D     | ニコラ・マユ エドゥアール・ロジェ＝バセラン                     | イワン・ドディグ オースティン・クライチェク     | 7–6(7–4), 6–3              |
| 10月10日 | ヒホン・オープン ヒホン €725,540 - ハード (室内) - 28S/16Q/16D                 | アンドレイ・ルブレフ                                            | セバスチャン・コルダ                            | 6–2, 6–3                   |
| 10月10日 | ヒホン・オープン ヒホン €725,540 - ハード (室内) - 28S/16Q/16D                 | マキシモ・ゴンサレス アンドレス・モルテーニ                     | ナサニエル・ラモンズ ジャクソン・ウィズロー     | 6–7(6–8), 7–6(7–4), [10–5] |
| 10月17日 | ヨーロピアン・オープン アントワープ €725,540 - ハード (室内) - 28S/16Q/16D     | フェリックス・オジェ＝アリアシム                                | セバスチャン・コルダ                            | 6–3, 6–4                   |
| 10月17日 | ヨーロピアン・オープン アントワープ €725,540 - ハード (室内) - 28S/16Q/16D     | タロン・フリークスポール ボーティック・ファン・デ・ザンスフルプ | ロハン・ボパンナ マトヴェ・ミデルクープ         | 3–6, 6–3, [10–5]           |
| 10月17日 | ストックホルム・オープン ストックホルム €725,540 - ハード (室内) - 28S/16Q/16D | ホルガ・ルーネ                                                  | ステファノス・チチパス                          | 6–4, 6–4                   |
| 10月17日 | ストックホルム・オープン ストックホルム €725,540 - ハード (室内) - 28S/16Q/16D | マルセロ・アレバロ ジャン＝ジュリアン・ロジェ                   | ロイド・グラスプール ハリ・ヘリオヴァーラ       | 6–3, 6–3                   |
| 10月17日 | テニス・ナポリ・カップ ナポリ €725,540 - ハード - 28S/16Q/16D                  | ロレンツォ・ムゼッティ                                          | マッテオ・ベレッティーニ                        | 7–6(7–5), 6–2              |
| 10月17日 | テニス・ナポリ・カップ ナポリ €725,540 - ハード - 28S/16Q/16D                  | イワン・ドディグ オースティン・クライチェク                     | マシュー・エブデン ジョン・ピアース             | 6–3, 1–6, [10–8]           |
| 10月24日 | スイス・インドア バーゼル €2,276,105 - ハード (室内) - 32S/16Q/16D             | フェリックス・オジェ＝アリアシム                                | ホルガ・ルーネ                                  | 6–3, 7–5                   |
| 10月24日 | スイス・インドア バーゼル €2,276,105 - ハード (室内) - 32S/16Q/16D             | イワン・ドディグ オースティン・クライチェク                     | ニコラ・マユ エドゥアール・ロジェ＝バセラン     | 6–4, 7–6(7–5)              |
| 10月24日 | エルステ・バンク・オープン ウィーン €2,489,935 - ハード (室内) - 32S/16Q/16D   | ダニール・メドベージェフ                                        | デニス・シャポバロフ                            | 4–6, 6–3, 6–2              |
| 10月24日 | エルステ・バンク・オープン ウィーン €2,489,935 - ハード (室内) - 32S/16Q/16D   | アレクサンダー・エルラー ルーカス・ミードラー                   | サンティアゴ・ゴンサレス アンドレス・モルテーニ | 6–3, 7–6(7–1)              |
| 10月31日 | ロレックス・パリ・マスターズ パリ €6,008,725 – ハード (室内) – 56S/28Q/24D     | ホルガ・ルーネ                                                  | ノバク・ジョコビッチ                            | 3–6, 6–3, 7–5              |
| 10月31日 | ロレックス・パリ・マスターズ パリ €6,008,725 – ハード (室内) – 56S/28Q/24D     | ウェスリー・クールホフ ニール・スクプスキ                       | イワン・ドディグ オースティン・クライチェク     | 7–6(7–5), 6–4              |

### 11月
| 週       | 大会                                                            | 優勝                                  | 準優勝                              | スコア                  |
| -------- | --------------------------------------------------------------- | ------------------------------------- | ----------------------------------- | ----------------------- |
| 11月7日  | Next Gen ATPファイナルズ ミラノ $1,400,000 - ハード (室内) - 8S | ブランドン・ナカシマ                  | イジー・レヘチカ                    | 4–3(7–5), 4–3(8–6), 4–2 |
| 11月14日 | Nitto ATPファイナルズ ミラノ $1,400,000 - ハード (室内) - 8S    | ノバク・ジョコビッチ                  | キャスパー・ルード                  | 7–5, 6–3                |
| 11月14日 | Nitto ATPファイナルズ ミラノ $1,400,000 - ハード (室内) - 8S    | ラジーブ・ラム ジョー・ソールズベリー | ニコラ・メクティッチ マテ・パビッチ | 7–6(7–4), 6–4           |
| 11月21日 | デビスカップ・ノックアウトステージ マラガ - ハード (室内)       | カナダ                                | オーストラリア                      | 2–0                     |

## 中止された大会
COVID-19の影響により中止された大会は以下の通り。
| 大会                     | 開催地       | サーフェス |
| ------------------------ | ------------ | ---------- |
| ASBクラシック            | オークランド | ハード     |
| 成都オープン             | 成都         | ハード     |
| 珠海選手権               | 珠海         | ハード     |
| チャイナ・オープン       | 北京         | ハード     |
| ロレックス上海マスターズ | 上海         | ハード     |

ロシアによるウクライナ侵略の影響により中止された大会は以下の通り
| 大会               | 開催地   | サーフェス    |
| ------------------ | -------- | ------------- |
| クレムリン・カップ | モスクワ | ハード (室内) |

## 2022年最終ランキング
| 順位 | 選手                             | ポイント | 出場数 |
| ---- | -------------------------------- | -------- | ------ |
| 1    | カルロス・アルカラス             | 6,820    | 17     |
| 2    | ラファエル・ナダル               | 6,020    | 12     |
| 3    | キャスパー・ルード               | 5,820    | 22     |
| 4    | ステファノス・チチパス           | 5,550    | 23     |
| 5    | ノバク・ジョコビッチ             | 4,820    | 11     |
| 6    | フェリックス・オジェ＝アリアシム | 4,195    | 27     |
| 7    | ダニール・メドベージェフ         | 4,065    | 18     |
| 8    | アンドレイ・ルブレフ             | 3,930    | 22     |
| 9    | テイラー・フリッツ               | 3,355    | 21     |
| 10   | ホルガ・ルーネ                   | 2,911    | 30     |

| 順位 | 選手                       | ポイント | 出場数 |
| ---- | -------------------------- | -------- | ------ |
| 1    | ウェスリー・クールホフ     | 7,850    | 24     |
| 1    | ニール・スクプスキ         | 7,850    | 24     |
| 3    | ラジーブ・ラム             | 7,480    | 19     |
| 4    | ジョー・ソールズベリー     | 7,390    | 18     |
| 5    | マテ・パビッチ             | 5,325    | 25     |
| 6    | マルセロ・アレバロ         | 5,230    | 24     |
| 6    | ジャン＝ジュリアン・ロジェ | 5,230    | 25     |
| 8    | ニコラ・メクティッチ       | 5,120    | 24     |
| 9    | イワン・ドディグ           | 4,210    | 28     |
| 10   | オースティン・クライチェク | 4,205    | 30     |

### ランキング1位
| 選手                           | 開始日   | 終了日   |
| ------------------------------ | -------- | -------- |
| ノバク・ジョコビッチ (SRB)     | 2021年末 | 2月27日  |
| ダニール・メドベージェフ (RUS) | 2月28日  | 3月20日  |
| ノバク・ジョコビッチ (SRB)     | 3月21日  | 6月12日  |
| ダニール・メドベージェフ (RUS) | 6月13日  | 9月11日  |
| カルロス・アルカラス (ESP)     | 9月12日  | 2022年末 |

| 選手                                                   | 開始日   | 終了日   |
| ------------------------------------------------------ | -------- | -------- |
| マテ・パビッチ (CRO)                                   | 2021年末 | 4月3日   |
| ジョー・ソールズベリー (UK)                            | 4月4日   | 10月2日  |
| ラジーブ・ラム (USA)                                   | 10月3日  | 11月6日  |
| ウェスリー・クールホフ (NED)                           | 11月7日  | 11月13日 |
| ウェスリー・クールホフ (NED) · ニール・スクプスキ (UK) | 11月14日 | 2022年末 |

## 主な引退選手
- ケビン・アンダーソン[7]
- アルヤジ・ベデネ[8][9]
- ロジェリオ・ドゥトラ・シルバ[10]
- ロジャー・フェデラー[注 4][11]
- フィリップ・コールシュライバー[12]
- フレデリック・ニールセン[13]
- サム・クエリー[14][15]
- トミー・ロブレド[16]
- ジル・シモン[注 5][17][18]
- ケン・スクプスキ[19][20]
- 添田豪[注 5][21]
- ブルーノ・ソアレス[22]
- セルジー・スタホフスキー[23][24]
- ホリア・テカウ[注 6]
- ジョー＝ウィルフリード・ツォンガ[27]

## ルール変更
2021年に、ステファノス・チチパスによる高頻度かつ長時間のトイレットブレークが、遅延行為で「ルールの悪用」だとアンディ・マリーやアレクサンダー・ズベレフなど複数の選手から批判され、問題となった。ズベレフの場合はそれだけでなく、携帯電話で外部と連絡を取っているのではないかと糾弾した。チチパスは否定したが、一部の選手間で常態化していたため、この事柄も影響し、2022年よりトイレットブレークや着替えなどのルールが厳格化された。
トイレットブレークは1試合につき1度のみに制限され、トイレに入ってから3分以内と定められた。ウェアの着替えにはさらに2分与えられるが、主審が認めた場合を除き、トイレットブレークと同時に行わなければならない。時間内に準備ができなかった場合は、タイムバイオレーションが適用される。
また、メディカル・タイムアウトについても変更が予定され、これまで1つの治療箇所につき3分の治療時間が与えられていたが、変更後は1試合につき1回3分のみ、チェンジオーバーまたはセット終了時に与えられる。